# الاتحاد الدولي لنقابات آسيا وإفريقيا
الاتحاد الدولي لنقابات آسيا وإفريقيا واختصار اسمها بالإنكليزي IFAATU، هي منظمة نقابية عمالية دولية تمثل المنظمات النقابية المركزية على مستوى قارتي آسيا و أفريقيا و عدد اعضاءها 40 مليون عضو ، ولا تمثل او تخضع لأي سلطة حكومية فقد تأسست للدفاع عن مصالح العاملين و العمل النقابي في قارتي آسيا و أفريقيا، تمّ إنشاؤها بمبادرة كويتية وتمّ تأسيسها في مدينة بيروت (لبنان) ومقرها الرئيسي نواكشوط (موريتانيا) . وهي تمثّل المنظمات النقابية المركزية على مستوى قارّتي آسيا وإفريقيا، ويرأسها سعود راشد الحجيلان سياسي ونقابي كويتي وهو أحد مؤسسي الاتحاد.

## بيان تأسيسي
جاء في البيان التأسيسي للاتحاد الدولي لنقابات آسيا وإفريقيا الذي انعقد في الجمهورية اللبنانية في العاصمة بيروت بتاريخ 14/10/2019، أنه "في إطار التعاون العمالي الإفريقي الأسيوي المشترك نعلن عبر هذا البيان عن تأسيس الاتحاد الدولي لنقابات آسيا وإفريقيا الذي يدافع عن مصالح العاملين بالقارتين بصفة خاصة وعمال العالم بصفة عامة ويعتبر نفسه جزء من الحركة العمالية العالمية التي لا تنفصل مصالحها عن مصالح الحركة العمالية في قارّتي آسيا وإفريقيا ويناضل الاتحاد جنبا إلى جنب الاتحادات العمالية المستقلة الأخرى وعموم الحركة العمالية في قارّتي آسيا وإفريقيا حتى تتوحّد صفوف الطبقة العاملة من أجل مصالح المجتمعات وحقّها في توفير الأمن والحرية والرفاه الاقتصادي والاجتماعي."

## بيان تعريفي
جاء في البيان التعريفي للاتحاد الدولي لنقابات آسيا وإفريقيا ما يلي " نحن العمال ونشطاء الحركة العمالية بالقارتين بادرنا بعقد المؤتمر التأسيسي للاتحاد بالعاصمة اللبنانية – بيروت بتاريخ 12/10/2019 مدفوعين بمشاعر العدالة والإنسانية مكتسبين الشرعية من الاتفاقيات الدولية أرقام 87 و98 الصادرة من منظمة العمل الدولية والخاصة بالحرية النقابية وحماية حق التنظيم باعتبارها اتفاقيات أساسية ملزمة طبقا للإعلان العالمي للمبادئ والحقوق الأساسية في العمل لعام 1998." وفي هذا الخصوص يجدر التذكير بما ورد في اللمحة التعريفية السريعة لـ منظمة العمل الدولية، حيث نقرأ "ومع اعتماد إعلان المبادئ والحقوق الأساسية في العمل في العام 1998، قّررت الدول الأعضاء في منظمة العمل الدولية تأييد مجموعة من معايير العمل الأساسية بغض النظر عمّا إذا كانت قد صادقت على الاتفاقيات ذات الصلة، باعتبارها حقوق الإنسان الأساسية وبندا محوريا من بنود العمل اللائق."
وبالعودة للبيان التعريفي لمنظمة الاتحاد الدولي لنقابات آسيا وإفريقيا نجده يؤكد على أن هذه المنظمة "لا تمثّل أو تخضع لأي سلطة حكومية فقد تأسّست للدفاع عن مصالح العاملين والعمل النقابي في قارتي آسيا وإفريقيا."

## العضوية
أعضاء الاتحاد الدولي لنقابات آسيا وإفريقيا:
1. الاتحاد العام لنقابات عمال العراق
2. الاتحاد العام لنقابات العمال في العراق
3. الاتحاد الوطني للعمال والموظفين في أفغانستان
4. الاتحاد الوطني لعمال ليبيا
5. المنظمة الوطنية للنقابات العمالية في أوغندا
6. المنظمة المركزية لنقابات العمال الحرة في أوغندا
7. اتحاد العمل الباكستاني
8. الاتحاد العام لنقابات عمال باكستان
9. اتحاد نقابات عمال جمهورية إفريقيا الوسطى
10. الاتحاد العام لنقابات العمال الحرة والمستقلة في الكونغو
11. اتحاد النقابات المستقلة في جمهورية مدغشقر
12. اتحاد العمال لجمهورية جزر القمر
13. الاتحاد الجيبوتي للعمل
14. الاتحاد العام لنقابات عمال الصومال
15. الاتحاد العام لنقابات عمال الكاميرون
16. كونفدرالية النقابات المستقلة في الكاميرون
17. الفيدرالية الوطنية لعمال الكاميرون
18. الاتحاد الوطني للشغل بالمغرب
19. الاتحاد العام لنقابات عمال بنين
20. اتحاد نقابات الموظفين العام في بنين
21. الاتحاد العام لنقابات عمال غامبيا
22. الاتحاد الوطني لعمال السنغال
23. الكونفدرالية الوطنية للنقابات المهنية السنغال
24. الكونفدرالية العامة التونسية للشغل
25. اتحاد عمال تونس
26. المنظمة الديمقراطية للشغل في المغرب
27. فيدرالية النقابات الديمقراطية المغرب
28. اتحاد نقابات تشاد
29. الكونفدرالية الحرة للعمال في جمهورية تشاد
30. الكونفدرالية المستقلة لنقابات جمهورية تشاد
31. اتحاد نقابات عمال توغو
32. الاتحاد العام لنقابات عمال موريشيوس
33. الاتحاد العام لنقابات عمال الغابون
34. الاتحاد العام لنقابات عمال غينيا
35. اتحاد نقابات عمال المالديف
36. المؤتمر الوطني للعمال في سيرلانكا
37. المنصة الوطنية لنقابات العاملين بالقطاع العام في جمهورية ساحل العاج
38. الاتحاد الوطني للعمال الموريتانيين
39. الكونفدرالية الموريتانية للشغيلة
40. الكونفدرالية المستقلة لعمال موريتانيا
41. الكونفدرالية الديمقراطية لنقابات عمال النيجر
42. الاتحاد العام لنقابات عمال النيجر
43. الاتحاد العام لنقابات عمال فلسطين غزة
44. الاتحاد الوطني لعمال فلسطين
45. الإتحاد العام لنقابات عمال ملاوي
46. الإتلاف النقابي العمالي في فلسطين
47. الإتحاد العام لنقابات عمال الجنوب في اليمن

49. الإتحاد العام لنقابات عمال لبنان
المصدر المصدر الموقع الرسمي للإتحاد الدولي لنقابات آسيا و افريقيا.

### روابط خارجية
الموقع الرسمي للاتحاد الدولي لنقابات آسيا وإفريقيا